# Laguna Carapã
Laguna Carapã é um município brasileiro da região Centro-Oeste, situado no estado de Mato Grosso do Sul. O município de Laguna Carapã é bastante destacado tanto na parte de agricultura, quanto na parte comercial.

## História
Distrito criado com a denominação de Laguna Carapã (ex-povoado), pela Lei Estadual nº 1163, de 20 de novembro de 1958, subordinado ao município de Ponta Porã. Em 1977 a região passa a fazer parte do atual estado de Mato Grosso do Sul. O município foi criado através da Lei nº 1261 de 22 de Abril de 1992, desmembrado do Município de Ponta Porã, sendo instalado em 1 de janeiro de 1993.
O município de Laguna Carapã teve somente 3 prefeitos desde sua fundação até 2012. O primeiro prefeito foi José Evaldo Loli Guetti, Luiz Rocha e Oscar Luiz Pereira Brandão.
Nas eleições de 2012 a população elegeu Itamar Bilibio, agricultor e partidário ao PMDB, para exercer seu mandato de 2013 a 2016.
Nas eleições de 2016 a população elegeu Itamar Bilibio, agricultor e partidário ao PMDB, para exercer seu mandato de 2017 a 2020.
Em fevereiro de 2013, a cidade teve seu nome jurídico alterado junto a Receita Federal, de Prefeitura Municipal de Laguna Carapã para Município de Laguna Carapã, pois o nome anterior era redundante porque os nomes "prefeitura municipal" ambos podem ter mesmo significado.
O nome Laguna Carapã vem do guarani que significa Lagoa Torta, dado pela grande lagoa que existe na região, que agora não está tão grande como era.

## Geografia

### Localização
O município de  está situado no sul da região Centro-Oeste do Brasil, no Sudoeste de Mato Grosso do Sul (Microrregião de Dourados). Localiza-se na latitude de 22º32’45” Sul e longitude de 55°09’00” Oeste. Distâncias:
- 288 km da capital estadual (Campo Grande)
- 1 304 km da capital federal (Brasília).

### Geografia física
Solo
O Seu solo é bastante fértil, com predomínio de Latossolo Roxo e Latossolo Vermelho Escuro.
Relevo e altitude
Tem como Unidade de Relevo: Planalto, com altitude de: 509 m e Subunidade: Planalto de Maracajú e Planalto de Dourados.
Clima, temperatura e pluviosidade
Predomina no Município o clima Tropical de altitude Sub - Quente Úmido (CWA). A temperatura mínima fica em torno de 10 °C, a temperatura média de 20 - 24 °C e a máxima de 35 °C. A média anual é de 1500 – 1600 mm, com período de menor incidência no inverno e predomínio de maior incidência no verão.
Hidrografia
Está sob influência da Bacia do Rio da Prata. Seus Recursos Hídricos são: Rio Dourado, Rio Piratini, Rio Guaimbé - Peri, Rio Amambaí e Ribeirão Douradilho, além dos vários córregos existentes nos limites do Município.
Vegetação
Se localiza na região de influência do Cerrado. Caracterizado por florestas Sub - Montanha, Cerrado, Floresta Aluvial.

### Geografia política
Fuso horário
Está a -1 hora com relação a Brasília e -4 com relação a Meridiano de Greenwich.
Área
Ocupa uma superfície de de 3 405,44 km².
Subdivisões
Possui um distrito sede “Laguna Carapã” e três localidades, sendo Bocajá, Bom Fim e Carapã, além de duas aldeias indígenas, de nome Rancho Jacaré e Guaimbé.
Arredores
Limita-se ao Norte com a cidade de Dourados, ao Sul com Aral Moreira e Amambaí, a Leste com Caarapó e a Oeste com Ponta Porã.

## Meios de comunicação
Existem jornais semanários online no município, sendo eles 
Laguna News, e Laguna Agora.

## Demografia
Hoje, de acordo com o último censo do IBGE, a população em 2014 está estimada em 6 935 (seis mil novecentos e trinta e cinco) habitantes.
Existem cadastrados em 2007 no SIAB – Sistema de Informação Básica, do PSF – Programa Saúde da Família, uma população de 6.334 (seis mil trezentos e trinta e quatro) habitantes, sendo 4.220 (quatro mil duzentos e vinte) habitantes na área urbana e 2.114 (dois mil cento e quatorze) habitantes na área rural.

## Turismo
A cidade é conhecida pelo Concurso do Pé de Soja Solteiro, que acontece anualmente e quebra recordes sucessivos na produção dos pés de soja com maior número de vagens. A agricultora Isolde Catarina Bohn é a vencedora da 9ª edição, com um pé de soja com mais de nove mil vagens.